# 10 lutego
10 lutego jest 41. dniem w kalendarzu gregoriańskim. Do końca roku pozostało 324 (w latach przestępnych 325) dni.

## Święta
- Imieniny obchodzą: Apollon, Gabriel, Haralampia, Haralampiusz, Jacek, Jacenty, Michał, Scholastyka, Sotera, Tomił, Tomisława, Trojan i Wilhelm.
- Rosja – Dzień Dyplomaty
- Wspomnienia i święta w Kościele katolickim[1][2] obchodzą:
  - bł. Alojzy Wiktor Stepinac (kardynał i męczennik)
  - bł. Euzebia Palomino Yenes (zakonnica)
  - bł. Klara z Rimini (klaryska)
  - św. Scholastyka (dziewica, ksieni, siostra św. Benedykta)

## Wydarzenia w Polsce

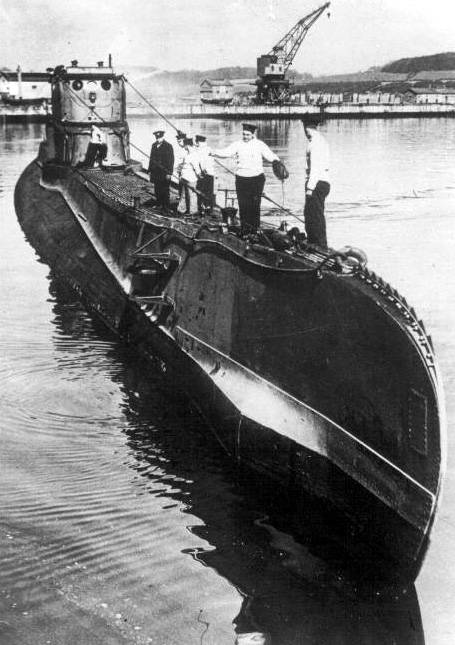
ORP „Orzeł” po przybyciu do Wielkiej Brytanii (1939)

- 1326 – Król Władysław I Łokietek wraz z posiłkami litewskimi najechał Brandenburgię.
- 1439 – W Namysłowie został zawarty rozejm między Albrechtem II Habsburgiem a Władysławem III Warneńczykiem, który zakończył konflikt o tron czeski powstały po śmierci Zygmunta Luksemburskiego.
- 1454 – Król Kazimierz IV Jagiellończyk poślubił w Krakowie Elżbietę Rakuszankę, córkę Albrechta II Habsburga.
- 1648 – Król Władysław IV Waza nadał prawa miejskie Pradze leżącej na prawym brzegu Wisły.
- 1775 – Komisja Edukacji Narodowej utworzyła Towarzystwo do Ksiąg Elementarnych w Warszawie, pierwszą polską instytucję zajmującą się opracowaniem i wydawaniem podręczników oraz programów szkolnych.
- 1807 – W dokumencie pisanym pojawiła się po raz pierwszy nazwa regionu kociewskiego; podpułkownik Hurtig raportował do gen. Jana Henryka Dąbrowskiego, że „wysyła patrol ku Gociewiu”.
- 1813 – VI koalicja antyfrancuska: zwycięstwo wojsk rosyjskich nad napoleońskimi w bitwie pod Rogoźnem.
- 1864 – Powstanie styczniowe: Konstanty Kalinowski, dowodzący faktycznie siłami powstańczymi na Litwie, został schwytany przez Rosjan po zdradzie jednego ze swych żołnierzy. Stracono go w Wilnie 22 marca tego roku.
- 1919 – W Warszawie zainaugurował obrady Sejm Ustawodawczy, którego kadencja trwała do 27 listopada 1922 roku. Na stanowisko marszałka wybrany został Wojciech Trąmpczyński.
- 1920 – Gen. Józef Haller dokonał symbolicznych zaślubin Polski z Morzem Bałtyckim. Tym samym potwierdzono wykonanie jednego z punktów postanowień traktatu wersalskiego, przyznającego Polsce 140-kilometrowy odcinek wybrzeża.
- 1925 – Zawarto konkordat między Stolicą Apostolską i Rzecząpospolitą Polską. Na jego mocy Kościół zyskał pełną swobodę działania, z kolei żadna część terytorium Polski nie miała podlegać biskupowi rezydującemu poza granicami państwa.
- 1926 – Rada Ministrów wydała rozporządzenie nadające prawa miejskie Gdyni, niedawnej wiosce rybackiej.
- 1929 – W Żywcu zanotowano –40,6 °C, a w Olkuszu –40,4 °C.
- 1934 – Na gdyńskim Oksywiu odsłonięto Pomnik Bitwy pod Oliwą.
- 1939 – Wszedł do służby okręt podwodny ORP „Orzeł”.
- 1940 – Sowieci rozpoczęli masowe deportacje ludności polskiej z terenów zajętych po 17 września 1939 przez Armię Czerwoną. Ponad 200 tys. osób wywieziono do obozów (łagrów), położonych w Starobielsku na Ukrainie, na Syberii i w Kazachstanie. Deportacja objęła głównie urzędników państwowych, właścicieli ziemskich i osadników wojskowych. Działalność ta etapami trwała do najazdu Niemiec na ZSRR w czerwcu 1941 roku.
- 1943 – Zlikwidowano getto żydowskie w Mostach Wielkich (obecnie na Ukrainie). 1150-2000 jego mieszkańców zostało rozstrzelanych przez niemieckich i ukraińskich policjantów w podmiejskim lesie.
- 1944 – W odwecie za udany zamach na Franza Kutscherę Niemcy rozstrzelali 140 osób w ulicznej egzekucji na ul. Barskiej w Warszawie.
- 1945:
  - Armia Czerwona zajęła miasta: Biała, Bielsko, Chocianów, Chojnów, Elbląg, Mirosławiec i Pszczyna.
  - Ewakuujący niemiecką ludność cywilną i rannych żołnierzy z terenu Prus Wschodnich do Świnoujścia niemiecki transportowiec MS „Steuben” został zatopiony na północ od Ławicy Słupskiej przez radziecki okręt podwodny S-13. Zginęło ok. 4500 osób, uratowano 300.
- 1958 – Dokonano oblotu szybowca SZD-22 Mucha Standard.
- 1959 – Ustanowiono herb Koszalina.
- 1962 – Została uruchomiona Latarnia Morska Kikut w Międzyzdrojach.
- 1968 – Odbył się premierowy spektakl kabaretu Pod Egidą.
- 1970 – Premiera filmu wojennego Znicz olimpijski w reżyserii Lecha Lorentowicza.
- 1971 – Rozpoczęły się łódzkie strajki lutowe.
- 1975 – Premiera filmu sensacyjno-szpiegowskiego Orzeł i reszka w reżyserii Ryszarda Filipskiego.
- 1976 – Sejm przyjął, przy jednym głosie wstrzymującym się Stanisława Stommy, poprawki do konstytucji PRL. Wprowadzono zapis o przewodniej roli w państwie PZPR i jego sojuszu z ZSRR.
- 1982 – 16-letni Emil Barchański wraz z kolegami oblał farbą i podpalił pomnik Feliksa Dzierżyńskiego w Warszawie.
- 1985 – Rozpoczęła się misja Polskiej Lotniczej Eskadry Pomocy Etiopii.
- 1987 – W katowickiej hali Spodek odbył się pierwszy polski koncert zespołu Metallica.
- 1993 – Powstała Polska Federacja Karate Tradycyjnego.
- 2006 – Premiera komedii romantycznej Ja wam pokażę! w reżyserii Denisa Delica.
- 2010 – Na przystanku w Warszawie w trakcie interwencji został zamordowany funkcjonariusz policji mł. asp. Andrzej Struj (pośmiertnie awansowany do stopnia podkomisarza).
- 2017 – Wprowadzono do obiegu banknot o nominale 500 zł.
- 2021 – Odbył się protest mediów prywatnych „Media bez wyboru”.

## Wydarzenia na świecie
- 1258 – Wojska mongolskie zdobyły Bagdad i dokonały rzezi mieszkańców.
- 1306 – Przyszły król Szkocji Robert I Bruce zabił w pojedynku swego rywala do tronu, Johna Comyn.
- 1355 – W Oksfordzie wybuchły dwudniowe starcia między mieszkańcami a studentami, w wyniku których zginęły 93 osoby.
- 1471 – Albrecht III Achilles został elektorem Brandenburgii.
- 1567 – Został zamordowany Henryk Stuart, lord Darnley, drugi mąż królowej Szkocji Marii I Stuart.
- 1601 – Alof de Wignacourt został wielkim mistrzem zakonu joannitów.
- 1638 – Król Ludwik XIII powierzył Francję opiece Matki Boskiej.
- 1763 – Podpisaniem pokoju paryskiego zakończyła się wojna siedmioletnia.
- 1772 – Franciszek Józef I został księciem Liechtensteinu.
- 1814 – VI koalicja antyfrancuska: zwycięstwo wojsk francuskich nad rosyjskimi w bitwie pod Champaubert.
- 1822 – Działające w Berlinie polskie tajne stowarzyszenie akademickie o charakterze niepodległościowym „Polonia” zostało rozbite przez policję, a jego członków aresztowano.
- 1828 – 30 Aborygenów zginęło w masakrze w Cape Grim na Tasmanii, dokonanej przez 4 pasterzy uzbrojonych w broń palną.
- 1840 – Królowa brytyjska Wiktoria poślubiła księcia Alberta.
- 1841 – Weszła w życie brytyjska Ustawa o Unii Kanadyjskiej.
- 1846 – I wojna Brytyjczyków z Sikhami: zwycięstwo wojsk brytyjskich w bitwie pod Sobraon.
- 1859 – W południowoafrykańskim Rustenburgu założono kalwiński Kościół reformowany.
- 1861 – Włoski astronom Annibale de Gasparis odkrył planetoidę (63) Ausonia.
- 1863 – Amerykanin Alanson Crane opatentował gaśnicę.
- 1878 – Podpisano układ w Zanjón kończący wojnę dziesięcioletnią na Kubie między miejscowymi powstańcami a Hiszpanami.
- 1879 – W Wielkim Tyrnowie zebrał się po raz pierwszy bułgarski parlament.
- 1880 – Papież Leon XIII ogłosił encyklikę Arcanum divinae sapientiae.
- 1881 – W Paryżu odbyła się premiera opery Opowieści Hoffmanna Jacques’a Offenbacha.
- 1899 – Przyszły prezydent USA Herbert Hoover ożenił się z Lou Henry.
- 1904 – Car Rosji Mikołaj II Romanow wypowiedział wojnę Japonii.
- 1906 – W stoczni w Portsmouth został zwodowany brytyjski pancernik o rewolucyjnej konstrukcji HMS „Dreadnought”.
- 1907 – W petersburskim Teatrze Maryjskim odbyła się premiera baletu Chopiniana.
- 1910:
  - Do stolicy Tybetu Lhasy wkroczyło ok. 2 tys. chińskich żołnierzy. XIII Dalajlama Thubten Gjaco uciekł do Indii.
  - Niemiec Emanuel Lasker wygrał dziesiątą partię meczu z Austriakiem Karlem Schlechterem i obronił tytuł mistrza świata w szachach.
- 1921 – Ludowy Komisariat Edukacji Białoruskiej SRR utworzył Komisję Naukowo-Terminologiczną w celu opracowania naukowej terminologii w języku białoruskim.
- 1925 – Wybuchło kurdyjskie powstanie antytureckie.
- 1933 – W hucie w Neunkirchen na Terytorium Saary eksplodował gazometr, w wyniku czego zginęło 68 osób, a 190 zostało rannych, zniszczonych zostało wiele domów i nowa szkoła.
- 1936 – II wojna włosko-abisyńska: rozpoczęła się bitwa pod Amba Aradam.
- 1938:
  - Król Rumunii Karol II zdymisjonował rząd i objął władzę dyktatorską.
  - Został rozstrzelany białoruski działacz polityczny, pisarz, krytyk i historyk literatury Maksim Harecki, skazany na karę śmierci za przynależność do Związku Wyzwolenia Białorusi.
- 1939 – Wojna domowa w Hiszpanii: wojska frankistowskie zakończyły zwycięską ofensywę w Katalonii.
- 1940 – Premiera pierwszego odcinka amerykańskiego serialu animowanego Tom i Jerry.
- 1941 – W ramach operacji „Colossus“ brytyjscy komandosi zniszczyli akwedukt w Calitri w południowych Włoszech, po czym zostali schwytani i wzięci do niewoli.
- 1942 – Wojna na Pacyfiku: japoński okręt podwodny ostrzelał amerykańską wyspę Midway.
- 1945:
  - Front wschodni: Armia Czerwona zajęła Bagrationowsk (Iławkę).
  - Front zachodni: zakończyła się bitwa o las Hürtgen.
- 1946 – Odbyły się wybory do Rady Najwyższej ZSRR.
- 1947 – W Paryżu podpisano traktaty pokojowe między aliantami a sojusznikami III Rzeszy.
- 1953 – Założono międzynarodową korporację paliwową Eni z siedzibą w Rzymie.
- 1955 – W Pradze wykonano wyroki śmierci na trzech członkach antykomunistycznej organizacji Czarny Lew 777.
- 1957 – W sudańskim Chartumie rozpoczęła się pierwsza edycja piłkarskiego Pucharu Narodów Afryki.
- 1962 – Zestrzelony nad ZSRR w maju 1960 roku pilot amerykańskiego samolotu szpiegowskiego U-2 Gary Powers został wymieniony w Berlinie na radzieckiego agenta Williama Fishera.
- 1963 – Założono japońskie miasto Kitakiusiu.
- 1964 – Australijski lotniskowiec HMAS „Melbourne” zderzył się podczas manewrów w Zatoce Jervis z niszczycielem HMAS „Voyager”, przecinając go na dwie części. Zginęło 14 oficerów i 67 marynarzy z liczącej 293 osoby załogi oraz jeden z obecnych na okręcie stoczniowców.
- 1966 – Jamajski wokalista reggae Bob Marley poślubił Kubankę Ritę Anderson.
- 1970:
  - 39 osób zginęło w wyniku zasypania przez lawinę hotelu w kurorcie Val d’Isère we francuskich Alpach.
  - Terroryści z Ludowego Frontu Wyzwolenia Palestyny zaatakowali autobus przewożący pasażerów do samolotu izraelskich linii El Al na lotnisku w Monachium. W zamachu zginęła 1 osoba, a 11 zostało rannych.
- 1971 – Wojna wietnamska: w śmigłowcu zestrzelonym nad Szlakiem Ho Chi Minha w Laosie zginęli fotoreporterzy: Larry Burrows, Henri Huet, Kent Potter i Keisaburo Shimamoto.
- 1978:
  - Ukazał się album Stained Class brytyjskiej grupy Judas Priest.
  - Ukazał się debiutancki album Van Halen amerykańskiej grupy Van Halen.
- 1980 – W Brazylii została założona Partia Pracujących (PT).
- 1981 – 8 osób zginęło w pożarze hotelu Hilton w Las Vegas.
- 1983 – 1 osoba zginęła, a 7 zostało rannych w wyniku eksplozji granatu rzuconego przez prawicowego ekstremistę podczas demonstracji izraelskiego lewicowego ruchu pokojowego Pokój Teraz w Jerozolimie.
- 1986:
  - Wojna iracko-irańska: armia irańska rozpoczęła operację „Wal Fajr 8”, która doprowadziła do odcięcia Iraku od Zatoki Perskiej.
  - W Palermo rozpoczął się tzw. Maksiproces przeciwko mafii sycylijskiej.
- 1989 – Michael Manley został po raz drugi premierem Jamajki.
- 1990 – Podczas spotkania w Moskwie z kanclerzem RFN Helmutem Kohlem przywódca ZSRR Michaił Gorbaczow wyraził zgodę na zjednoczenie Niemiec.
- 1992 – Bokser Mike Tyson został skazany na 6 lat pozbawienia wolności za gwałt na czarnoskórej miss stanu Rhode Island.
- 1993 – Lien Chan został premierem Tajwanu.
- 1994 – Powstała Brazylijska Agencja Kosmiczna.
- 1995:
  - Ekwadorskie myśliwce zestrzeliły 3 z 5 maszyn peruwiańskich, które naruszyły przestrzeń powietrzną Ekwadoru.
  - Łotwa została przyjęta do Rady Europy.
  - Premiera westernu Szybcy i martwi w reżyserii Sama Raimi.
- 1996 – Komputer Deep Blue wygrał pierwszą partię w szachowym pojedynku z mistrzem świata Garrim Kasparowem.
- 1998 – Przyjęto hymn Bośni i Hercegowiny.
- 1999 – Wojciech Kowalczyk zdobył 1000. gola w historii reprezentacji Polski w piłce nożnej w rozegranym na Malcie towarzyskim meczu z Finlandią (1:1).
- 2002 – Skoczek narciarski Adam Małysz zdobył brązowy medal na Zimowych Igrzyskach Olimpijskich w amerykańskim Salt Lake City. Był to pierwszy od 30 lat medal olimpijski dla Polski w sportach zimowych.
- 2003 – Seydou Diarra został po raz drugi premierem Wybrzeża Kości Słoniowej.
- 2004:
  - 43 osoby zginęły w katastrofie irańskiego samolotu Fokker 50 w Szardży (ZEA).
  - Francuski parlament przegłosował wprowadzenie zakazu noszenia widocznych strojów i symboli religijnych.
- 2005:
  - Korea Północna poinformowała oficjalnie, że dysponuje bronią atomową i wycofuje się z prowadzonych w Pekinie rokowań na temat swojego programu atomowego.
  - Wskutek obfitych opadów deszczu została przerwana tama w pobliżu miejscowości Pasni w południowo-zachodnim Pakistanie, w wyniku czego zginęło lub zaginęło około 500 osób.
- 2006 – W Turynie rozpoczęły się XX Zimowe Igrzyska Olimpijskie.
- 2007 – Senator Barack Obama oświadczył w Springfield w stanie Illinois, że zamierza ubiegać się o urząd prezydenta USA.
- 2009 – W Izraelu odbyły się wybory do Knesetu.
- 2011 – W wyniku samobójczego zamachu na bazę szkoleniową armii pakistańskiej w mieście Mardan zginęło co najmniej 31 osób.
- 2012:
  - Janez Janša został po raz drugi premierem Słowenii.
  - Wojna domowa w Syrii: w wyniku wybuchu dwóch samochodów pułapek w Aleppo zginęło 28 osób, a 235 zostało rannych.
- 2014 – Sushil Koirala został premierem Nepalu.
- 2018 – 19 osób zginęło, a 65 zostało rannych w katastrofie autobusu piętrowego w dzielnicy Tai Po w Hongkongu.
- 2024:
  - Prezydent Węgier Katalin Novák zrezygnowała ze stanowiska.
  - Uzbrojony szaleniec zastrzelił od 21 do nawet 130 osób w chińskiej prowincji Szantung.

## Eksploracja kosmosu
- 1974 – Awaria radzieckiego próbnika marsjańskiego Mars 4 uniemożliwiła jego planowane wejście na orbitę planety. Sonda minęła ją w odległości ponad 2 tys. km, dostarczając wiele nieplanowanych zdjęć.
- 2009 – 789 km nad Ziemią doszło do zderzenia satelitów Iridium 33 i Kosmos 2251.
- 2020 – Z kosmodromu Cape Canaveral na Florydzie wystrzelono sondę Solar Orbiter, której celem jest badanie Słońca z bliskiej odległości, w tym (po raz pierwszy) biegunów słonecznych[3].
- 2021 – Chińska sonda Tianwen-1 weszła na orbitę Marsa.

## Urodzili się
- 1327 – Fryderyk II, książę Austrii (zm. 1344)
- 1405 – Roberto Valturio, włoski inżynier wojskowy, pisarz (zm. 1475)
- 1466 – Paride da Ceresara, włoski humanista, poeta, astrolog (zm. 1532)
- 1486 – Jerzy Wittelsbach, książę Palatynatu, biskup Spiry (zm. 1529)
- 1499 – Thomas Platter, szwajcarski humanista, pisarz (zm. 1582)
- 1585 – Angelo Caroselli, włoski malarz (zm. 1652)
- 1606 – Krystyna Maria Burbon, księżna i regentka Sabaudii (zm. 1663)
- 1609 – John Suckling, angielski poeta, dramatopisarz (zm. 1642)
- 1627 – Cornelis de Bie, flamandzki poeta, prawnik, polityk (zm. 1715)
- 1631 – Ludwika Anhalcka, regentka księstwa legnicko-brzeskiego, księżna oławsko-wołowska (zm. 1680)
- 1660 – Antonio Francesco Sanvitale, włoski duchowny katolicki, arcybiskup Urbino, kardynał (zm. 1714)
- 1670 – Norbert van Bloemen, flamandzki malarz (zm. 1746)
- 1685 – Aaron Hill, brytyjski prozaik, dramaturg (zm. 1750)
- 1686:
  - Hans Egede, norweski misjonarz luterański (zm. 1758)
  - Jan Frederik Gronovius, holenderski botanik (zm. 1762)
- 1696 – Johann Melchior Molter, niemiecki kompozytor (zm. 1765)
- 1702 – Carlo Marchionni, włoski rzeźbiarz, architekt (zm. 1786)
- 1704 – Franz Dominik Almesloe, niemiecki hrabia, duchowny katolicki, biskup pomocniczy wrocławski (zm. 1760)
- 1745 – Levin August von Bennigsen, rosyjski generał pochodzenia niemieckiego (zm. 1826)
- 1746 – Kazimierz Kognowicki, polski jezuita, wydawca, historyk (zm. 1825)
- 1747 – André Thouin, francuski botanik, agronom (zm. 1824)
- 1750:
  - Walenty Gagatkiewicz, polski lekarz (zm. 1805)
  - Stanislao Mattei, włoski franciszkanin, kompozytor, muzykolog, pedagog (zm. 1825)
- 1766 – Benjamin Smith Barton, amerykański botanik (zm. 1815)
- 1775:
  - Charles Lamb, brytyjski prozaik, poeta (zm. 1834)
  - Ádám Récsey, węgierski generał, polityk, premier Węgier (zm. 1852)
- 1785 – Claude-Louis Navier, francuski inżynier, matematyk (zm. 1836)
- 1788 – Johann Peter Pixis, niemiecki pianista, kompozytor (zm. 1874)
- 1789 – Włodzimierz Potocki, polski hrabia, pułkownik artylerii konnej (zm. 1812)
- 1791 – Francesco Hayez, włoski malarz (zm. 1882)
- 1793 – Eugène Péclet, francuski fizyk (zm. 1857)
- 1795 – Ary Scheffer, francuski malarz, grafik pochodzenia holenderskiego (zm. 1858)
- 1796 – Henry De la Beche, brytyjski geolog, paleontolog (zm. 1855)
- 1800:
  - Grantley Berkeley, brytyjski arystokrata, pisarz (zm. 1881)
  - Kanuty Rusiecki, polski malarz (zm. 1860)
- 1802 – Albert Gorton Greene, amerykański prawnik, poeta (zm. 1867)
- 1805 – Cyriak Eliasz Chavara, indyjski duchowny katolicki, święty (zm. 1871)
- 1810 – Armand de Quatrefages, francuski zoolog, antropolog (zm. 1892)
- 1811 – Konstanty Zakrzewski, polski poeta, dramaturg (zm. 1884)
- 1813 – Maurycy Dzieduszycki, polski historyk, pisarz (zm. 1877)
- 1815 – Constantin Bosianu, rumuński prawnik, polityk, premier Rumunii (zm. 1882)
- 1818:
  - Karol Beyer, polski fotograf, numizmatyk (zm. 1877)
  - Wiktor I Maurycy von Ratibor, pruski arystokrata, polityk (zm. 1893)
- 1820 – Cornelius Gurlitt, niemiecki kompozytor (zm. 1901)
- 1826 – Amand-Josephi Fava, francuski duchowny katolicki, biskup Martyniki i Grenoble (zm. 1899)
- 1827:
  - Martín Tovar y Tovar, wenezuelski malarz, pedagog (zm. 1902)
  - Maria Fortunata Viti, włoska benedyktynka, mistyczka, błogosławiona (zm. 1922)
- 1828 – Salvador Cisneros Betancourt, kubański posiadacz ziemski, działacz niepodległościowy, polityk, prezydent Kuby (zm. 1914)
- 1829 – Julius von Szymanowski, rosyjski chirurg pochodzenia polsko-niemieckiego (zm. 1868)
- 1831 – Nadieżda von Meck, rosyjska mecenas sztuki (zm. 1894)
- 1833 – Camillo Mazzella, włoski kardynał (zm. 1900)
- 1839 – Max Rooses, belgijski pisarz, krytyk sztuki (zm. 1914)
- 1841:
  - Eugen Dücker, niemiecki malarz (zm. 1916)
  - Bartłomiej Longo, włoski prawnik, świecki tercjarz dominikański, błogosławiony (zm. 1926)
- 1844 – Ney Elias, brytyjski podróżnik, dyplomata (zm. 1897)
- 1845 – Joseph Stübben, niemiecki architekt, urbanista (zm. 1936)
- 1846 – Charles Beresford, brytyjski admirał, polityk (zm. 1919)
- 1847 – Zbigniew Kamiński, polski pisarz, dziennikarz, tłumacz (zm. 1915)
- 1848 – Anna Boch, belgijska malarka (zm. 1936)
- 1851 – Josef Antonín Hůlka, czeski duchowny katolicki, biskup czeskobudziejowicki (zm. 1920)
- 1854 – Giovanni Muzzioli, włoski malarz (zm. 1894)
- 1856:
  - Walenty Barczewski, polski duchowny katolicki, pisarz, historyk, działacz narodowy na Warmii (zm. 1928)
  - Ingram Crockett, amerykański poeta (zm. 1936)
- 1857 – Maria Cuțarida-Crătunescu, rumuńska lekarka (zm. 1919)
- 1858:
  - Alicja Grimaldi, księżna Monako (zm. 1925)
  - William Millton, nowozelandzki rugbysta, krokiecista (zm. 1887)
- 1859:
  - Jonathan Goforth, kanadyjski misjonarz katolicki (zm. 1936)
  - Alexandre Millerand, francuski polityk, premier i prezydent Francji (zm. 1943)
- 1860 – Dowmont Franciszek Giedroyć, polski dermatolog, historyk medycyny, wykładowca akademicki (zm. 1944)
- 1861:
  - Carl Grünberg, niemiecki marksista (zm. 1940)
  - Nikifor (Nikolski), rosyjski biskup prawosławny (zm. 1942)
- 1864:
  - Witold Czartoryski, polski książę, polityk (zm. 1945)
  - Alexander Koester, niemiecki malarz (zm. 1932)
  - Artur Passendorfer, językoznawca, leksykograf, purysta językowy (zm. 1936)
- 1866 – Rafael Altamira, hiszpański historyk, prawnik (zm. 1951)
- 1868 – Karuś Kahaniec, białoruski poeta, dramaturg, językoznawca, rzeźbiarz (zm. 1918)
- 1872 – Jan Radtke, polski urzędnik, wójt Gdyni (zm. 1958)
- 1875:
  - Gaston Billotte, francuski generał (zm. 1940)
  - Kazimierz Kühn, polski działacz społeczny, samorządowiec, prezydent Płocka (zm. 1957)
- 1878:
  - Jerzy Iwanowski, polski inżynier, działacz społeczny, polityk, minister spraw zagranicznych Litwy Środkowej (zm. 1965)
  - Zdeněk Nejedlý, czechosłowacki muzykolog, polityk komunistyczny (zm. 1962)
- 1880 – Hans Adam Dorten, niemiecki prawnik, sędzia, polityk (zm. 1963)
- 1881:
  - John H. Hoeppel, amerykański polityk (zm. 1976)
  - Kenneth McArthur, południowoafrykański lekkoatleta, długodystansowiec i maratończyk (zm. 1960)
  - Adolf Waraksiewicz, polski generał brygady (zm. 1960)
- 1882 – Franciszak Umiastouski, białoruski prozaik, poeta, publicysta, działacz kulturalno-oświatowy i narodowy (zm. 1940)
- 1883 – Charles-Albert Cingria, szwajcarski pisarz, publicysta (zm. 1954)
- 1885 – Alice Voinescu, rumuńska pisarka, tłumaczka, filozof, pamiętnikarka (zm. 1961)
- 1886 – Jerzy Szaniawski, polski dramaturg, prozaik, felietonista (zm. 1970)
- 1887:
  - Józef Pietrzak, polski nauczyciel, żołnierz (zm. 1922)
  - Emile Victor Rieu, brytyjski literaturoznawca, tłumacz (zm. 1972)
- 1888 – Harry Beaumont, amerykański reżyser filmowy (zm. 1966)
- 1890:
  - Fanny Kapłan, rosyjska anarchistka, rewolucjonistka, zamachowczyni pochodzenia żydowskiego (zm. 1918)
  - Boris Pasternak, rosyjski prozaik, poeta, laureat Nagrody Nobla pochodzenia żydowskiego (zm. 1960)
  - Zygmunt Wiehler, polski kompozytor, pianista, dyrygent (zm. 1977)
- 1892:
  - Alan Hale Sr., amerykański aktor, reżyser (zm. 1950)
  - Christian Staib, norweski żeglarz sportowy (zm. 1956)
- 1893:
  - Jimmy Durante, amerykański aktor, piosenkarz (zm. 1980)
  - Kazimierz Glabisz, polski generał brygady, działacz sportowy (zm. 1981)
- 1894:
  - Jakow Frenkel, rosyjski fizyk (zm. 1952)
  - Harold Macmillan, brytyjski polityk (zm. 1986)
- 1895 – Stanisław Bronikowski, polski taternik (zm. 1917)
- 1897:
  - Judith Anderson, australijska aktorka (zm. 1992)
  - John Franklin Enders, amerykański mikrobiolog, bakteriolog, laureat Nagrody Nobla (zm. 1985)
- 1898:
  - Bertolt Brecht, niemiecki prozaik, dramaturg, poeta, teoretyk teatru (zm. 1956)
  - Robert Keith, amerykański aktor (zm. 1966)
  - Joseph Kessel, francuski dziennikarz, pisarz pochodzenia żydowskiego (zm. 1979)
  - Walter Kreiser, niemiecki konstruktor samolotów, dziennikarz (zm. 1958)
- 1899:
  - Cevdet Sunay, turecki generał, polityk, prezydent Turcji (zm. 1982)
  - Witold Świda, polski prawnik, adwokat, wykładowca akademicki (zm. 1989)
- 1900:
  - Hysni Lepenica, albański nauczyciel, polityk, działacz ruchu oporu (zm. 1943)
  - Franciszek Motylski, polski inżynier komunikacji, architekt (zm. 1983)
- 1901 – Stella Adler, amerykańska aktorka (zm. 1992)
- 1902:
  - Walter Houser Brattain, amerykański fizyk, laureat Nagrody Nobla (zm. 1987)
  - Guillermo Riveros, chilijski piłkarz (zm. 1959)
  - Marc Szeftel, amerykański historyk pochodzenia żydowskiego (zm. 1985)
- 1903:
  - Malcolm Guthrie, brytyjski językoznawca (zm. 1972)
  - Matthias Sindelar, austriacki piłkarz (zm. 1939)
- 1904:
  - John Farrow, amerykański reżyser i scenarzysta filmowy pochodzenia australijskiego (zm. 1963)
  - Eero Roine, fiński aktor (zm. 1966)
- 1905 – John Dierkes, amerykański aktor (zm. 1975)
- 1906:
  - Lon Chaney Jr., amerykański aktor (zm. 1973)
  - Roger Frison-Roche, francuski pisarz, dziennikarz, podróżnik, polarnik, alpinista (zm. 1999)
  - Josef Klapuch, czechosłowacki zapaśnik (zm. 1985)
  - Erik Rhodes, amerykański aktor, piosenkarz (zm. 1990)
  - Cat Thompson, amerykański koszykarz, trener (zm. 1990)
  - Włodzimierz Stefan Zarzycki, polski polityk, poseł na Sejm RP (zm. 1994)
- 1907:
  - Lew Kowarski, francuski fizyk jądrowy pochodzenia żydowskiego (zm. 1979)
  - Ethel Lackie, amerykańska pływaczka (zm. 1979)
  - Piotr Oborski, polski prezbiter katolicki (zm. 1952)
  - Stefan Swieżawski, polski historyk filozofii (zm. 2004)
- 1908 – Mieczysław Kurkowski, polski kapitan, żołnierz AK, uczestnik powstania warszawskiego (zm. 1944)
- 1910:
  - Maria Cebotari, mołdawska śpiewaczka operowa (sopran) (zm. 1949)
  - Mario Napolitano, włoski szachista (zm. 1995)
  - Dominique Pire, belgijski dominikanin, teolog, laureat Pokojowej Nagrody Nobla (zm. 1969)
- 1913:
  - Johanna Sibelius, niemiecka pisarka, scenarzystka filmowa (zm. 1970)
  - Douglas Slocombe, brytyjski operator filmowy (zm. 2016)
- 1914 – Larry Adler, amerykański muzyk jazzowy, wirtuoz harmonijki, aktor (zm. 2001)
- 1915:
  - Teodor Józef Blachut, polski geodeta, kartograf (zm. 2004)
  - Vojtech Stašík, słowacki malarz, rysownik (zm. 1978)
- 1916 – Edward Roybal, amerykański polityk (zm. 2005)
- 1917:
  - Aleksiej Botian, białoruski funkcjonariusz służb specjalnych (zm. 2020)
  - Danny Kladis, amerykański kierowca wyścigowy (zm. 2009)
  - Musine Kokalari, albańska pisarka, działaczka opozycyjna (zm. 1983)
  - Wojciech Krysztofiak, polski scenograf (zm. 2012)
  - Elza Radziņa, łotewska aktorka (zm. 2005)
- 1918:
  - Stanisława Gierek, polska pierwsza dama (zm. 2007)
  - Jan Koprowski, polski pisarz, publicysta, krytyk literacki, tłumacz (zm. 2004)
  - Tadeusz Lesisz, polski architekt, urbanista (zm. 2009)
  - Kazimierz Mikulski, polski malarz, rysownik, scenograf (zm. 1998)
- 1919:
  - Andrzej Ancuta, polski reżyser i operator filmowy (zm. 2009)
  - Donald Dupree, amerykański bobsleista (zm. 1993)
  - Franciszek Kaim, polski inżynier metalurg, polityk, poseł na Sejm PRL, minister przemysłu ciężkiego, minister hutnictwa, wicepremier (zm. 1996)
  - Bob Montgomery, amerykański bokser (zm. 1998)
  - Aleksandr Wołodin, rosyjski poeta, prozaik, dramaturg, scenarzysta filmowy (zm. 2001)
- 1920:
  - Raisa Aronowa, radziecka major lotnictwa (zm. 1982)
  - Kenneth Bartholomew, amerykański łyżwiarz szybki (zm. 2012)
  - Alex Comfort, brytyjski lekarz, seksuolog, poeta, anarchista, pacyfista (zm. 2000)
- 1921 – Theodor Reimann, słowacki piłkarz, bramkarz (zm. 1982)
- 1922
  - Árpád Göncz, węgierski polityk, prezydent Węgier (zm. 2015)
  - Harold Hughes, amerykański polityk, senator (zm. 1996)
- 1923:
  - Olgierd Budrewicz, polski dziennikarz, publicysta (zm. 2011)
  - Cesare Siepi, włoski śpiewak operowy (bas) (zm. 2010)
- 1924 – Wanda Mider, polska pisarka, poetka (zm. 2020)
- 1925:
  - Brunero Gherardini, włoski duchowny katolicki, prezbiter, teolog (zm. 2017)
  - Mieczysław Paszkiewicz, polski prozaik, poeta (zm. 2004)
  - Symcha Ratajzer-Rotem, polski działacz ruchu oporu, członek ŻOB, uczestnik powstania w getcie warszawskim pochodzenia żydowskiego (zm. 2018)
  - Zdzisław Sadowski, polski ekonomista, polityk, wicepremier (zm. 2018)
  - Jan Zurzycki, polski biolog (zm. 1984)
- 1926:
  - Danny Blanchflower, północnoirlandzki piłkarz, trener (zm. 1993)
  - Marian Zawiła, polski architekt, urbanista (zm. 2019)
- 1927:
  - Alma Adamkienė, litewska działaczka społeczna, pierwsza dama (zm. 2023)
  - Maciej Gintowt, polski architekt (zm. 2003)
  - Jerzy Kleyny, polski autor tekstów piosenek, dziennikarz, scenarzysta telewizyjny, satyryk (zm. 1999)
  - Leontyne Price, amerykańska śpiewaczka operowa (sopran)
  - Murray Weidenbaum, amerykański ekonomista (zm. 2014)
- 1928:
  - Paddy DeMarco, amerykański bokser (zm. 1997)
  - Jan Laskowski, polski operator filmowy, reżyser filmów animowanych (zm. 2014)
- 1929:
  - Jerry Goldsmith, amerykański kompozytor, dyrygent (zm. 2004)
  - Józef Gołąb, polski piłkarz (zm. 2020)
  - Jerzy Kozakiewicz, polski aktor (zm. 2006)
- 1930:
  - Bolesław Bogdan, polski pięcioboista nowoczesny, trener, działacz sportowy (zm. 2022)
  - Józef Miąso, polski historyk wychowania, profesor nauk humanistycznych, nauczyciel akademicki (zm. 2025)
  - Janusz Rzeszewski, polski reżyser filmowy (zm. 2007)
  - Władimir Szkodrow, bułgarski astronom (zm. 2010)
  - Robert Wagner, amerykański aktor, producent filmowy i telewizyjny
- 1931:
  - Ole Due, duński prawnik (zm. 2005)
  - Gordon Pirie, brytyjski lekkoatleta, długodystansowiec (zm. 1991)
- 1932 – Bogdan Czaykowski, polski poeta, krytyk literacki, tłumacz (zm. 2007)
- 1933:
  - Gierman Bielikow, rosyjski etnograf, historyk, pisarz (zm. 2019)
  - Piet van der Kuil, holenderski piłkarz
  - Roma Przybyłowska-Bratkowska, polska dziennikarka, publicystka (zm. 2022)
- 1934:
  - Fleur Adcock, brytyjska poetka (zm. 2024)
  - Tatjana Łołowa, bułgarska aktorka (zm. 2021)
- 1935:
  - Theodore Antoniou, grecki kompozytor (zm. 2018)
  - Miroslav Blažević, chorwacki piłkarz, trener (zm. 2023)
  - Andrzej Gawroński, polski aktor (zm. 2020)
  - Tajisija Łytwynenko, ukraińska aktorka (zm. 2025)
  - Tadeusz Strugała, polski dyrygent
- 1936:
  - Wiesław Hejno, polski aktor, reżyser teatralny (zm. 2024)
  - Bohdan Horyń, ukraiński dysydent, polityk
  - Awraham Lempel, izraelski informatyk (zm. 2023)
  - Roman Nowicki, polski polityk, inżynier, działacz społeczny, poseł na Sejm RP
- 1937:
  - Roberta Flack, amerykańska wokalistka jazzowa, soulowa i folkowa (zm. 2025)
  - Paweł Kowalski, polski piłkarz, trener (zm. 2016)
  - Jurij Pojarkow, rosyjski siatkarz (zm. 2017)
- 1938:
  - Alina Gut, polska radca prawny, polityk, poseł na Sejm RP
  - Judith Rich Harris, amerykańska psycholog (zm. 2018)
  - Gieorgij Wajner, rosyjski pisarz (zm. 2009)
- 1939:
  - Emilio Álvarez, urugwajski piłkarz (zm. 2010)
  - Adrienne Clarkson, kanadyjska dziennikarka, polityk, gubernator generalny Kanady
  - Lech Pruchno-Wróblewski, polski polityk, poseł na Sejm RP (zm. 2005)
  - Kazimierz Ryczan, polski duchowny, biskup kielecki (zm. 2017)
  - Władysław Jan Żmuda, polski piłkarz, trener
- 1940:
  - Tadeusz Ferenc, polski polityk, samorządowiec, poseł na Sejm RP, prezydent Rzeszowa (zm. 2022)
  - Volkert Merl, niemiecki kierowca wyścigowy
  - Tadeusz Piotrowski, amerykański historyk, socjolog pochodzenia polskiego
  - Mary Rand, brytyjska lekkoatletka, wieloboistka i skoczkini w dal
- 1941:
  - Michael Apted, brytyjski aktor, reżyser, scenarzysta i producent filmowy (zm. 2021)
  - January Komański, polski generał brygady (zm. 2021)
- 1942:
  - Anatolijs Gorbunovs, łotewski polityk, p.o. prezydenta Łotwy
  - Sobirdżon Hoszimow, tadżycki iranista
- 1943:
  - Romana Kahl-Stachniewicz, polska ekonomistka, działaczka niepodległościowa (zm. 2018)
  - Larry Young, amerykański lekkoatleta, chodziarz
  - Michaił Tyczyna, białoruski pisarz, poeta, krytyk, literaturoznawca (zm. 2022)
- 1944:
  - Geoffrey Alderman, brytyjski historyk
  - Kurt Binder, austriacki fizyk (zm. 2022)
  - Lech Drewnowski, polski matematyk (zm. 2023)
  - Espen Haavardsholm, norweski prozaik, poeta, eseista, biograf
  - Maciej Jasiński, polski zawodnik i działacz sportów samochodowych (zm. 2007)
  - Mieczysław Kosz, polski pianista i kompozytor jazzowy (zm. 1973)
  - Alain Lamassoure, francuski polityk
  - Nathaniel Mayer, amerykański wokalista bluesowy (zm. 2008)
- 1946:
  - Mouldi Kefi, tunezyjski polityk, dyplomata
  - Krystyna Łybacka, polska matematyk, polityk, poseł na Sejm RP, minister edukacji narodowej i sportu (zm. 2020)
  - Mary Meyers, amerykańska łyżwiarka szybka
  - Mirosław Sawicki, polski nauczyciel, polityk, minister edukacji narodowej (zm. 2016)
  - Jeszajahu Schwager, izraelski piłkarz (zm. 2000)
  - Zygmunt Trylański, polski fotograf (zm. 2024)
- 1947:
  - Jerzy Gołubowicz, polski samorządowiec, prezydent Zabrza (zm. 2024)
  - Juan Guillermo López Soto, meksykański duchowny katolicki, biskup Cuauhtémoc-Madera (zm. 2021)
  - Zygmunt Machnik, polski polityk, przedsiębiorca, poseł na Sejm RP
  - Margrit Olfert, niemiecka lekkoatletka, wieloboistka
  - Bronisław Sieńczak, polski duchowny katolicki (zm. 2016)
- 1948:
  - Luis Armando Collazuol, argentyński duchowny katolicki, biskup Concordii
  - Ryszard Krzyminiewski, polski fizyk (zm. 2022)
- 1949:
  - Mario Moronta, wenezuelski duchowny katolicki, biskup Los Teques i San Cristóbal (zm. 2025)
  - Nigel Olsson, brytyjski perkusista, wokalista
  - Romuald Szukiełowicz, polski trener piłkarski
  - Thomas Anthony Williams, brytyjski duchowny katolicki, biskup pomocniczy Liverpoolu
- 1950:
  - Luis Colosio, meksykański ekonomista, polityk (zm. 1994)
  - Yitshak Ehrenberg, izraelski rabin
  - Dana Spálenská, czeska saneczkarka
  - Mark Spitz, amerykański pływak pochodzenia żydowskiego
- 1951:
  - Robert Iger, amerykański przedsiębiorca pochodzenia żydowskiego
  - Małgorzata Kuszaj, polska polityk, poseł na Sejm PRL
  - Trond Pedersen, norweski piłkarz, trener
  - Aleksander Sznapik, polski szachista
- 1952:
  - Frank Bsirske, niemiecki związkowiec, polityk
  - Dumitru Diacov, mołdawski dziennikarz, polityk
  - Lee Hsien Loong, singapurski polityk, premier Singapuru
  - Marco Aurélio Moreira, brazylijski piłkarz, trener
  - Martin Kivuva Musonde, kenijski duchowny katolicki, arcybiskup metropolita Mombasy
  - Anna Pawlusiak, polska biegaczka narciarska
- 1953:
  - Henryk Antczak, polski ekonomista, samorządowiec, burmistrz Mławy
  - Piotr Dziemski, polski perkusista (zm. 1975)
  - Michał (Raskowałow), rosyjski biskup prawosławny (zm. 2008)
- 1954:
  - Zbigniew Czepan, polski piłkarz (zm. 2002)
  - Carita Holmström, fińska piosenkarka, pianistka, autorka tekstów
  - Peter Ramsauer, niemiecki przedsiębiorca, polityk
  - Rimantė Šalaševičiūtė, litewska prawnik, polityk
  - Yu Jeong-hye, południowokoreańska siatkarka
- 1955:
  - Lusia Harris, amerykańska koszykarka, trenerka (zm. 2022)
  - Gabriel Høyland, norweski piłkarz, trener
  - Wojciech Jagielski, polski poeta, autor tekstów piosenek, kompozytor
  - Tomasz Koziński, polski samorządowiec,polityk, wojewoda mazowiecki
  - Tom LaGarde, amerykański koszykarz
  - Jorge Eduardo Lozano, argentyński duchowny katolicki, arcybiskup San Juan de Cuyo
  - Bernd Martin, niemiecki piłkarz (zm. 2018)
  - Oksana Szweć, ukraińska aktorka (zm. 2022)
- 1956:
  - Maroun Ammar, libański duchowny maronicki, biskup Sydonu
  - Iwan Ginow, bułgarski zapaśnik
  - Mariusz Okoniewski, polski żużlowiec (zm. 2006)
  - Alicja Olechowska, polska polityk, poseł na Sejm RP
  - Enele Sopoaga, tuvalski dyplomata, polityk, premier Tuvalu
- 1957:
  - Brit McRoberts, kanadyjska lekkoatletka, biegaczka średniodystansowa
  - Zbigniew Raubo, polski bokser, trener
- 1958:
  - Ricardo Gareca, argentyński piłkarz, trener
  - Jarosław Gołembiowski, polski kompozytor, pianista, pedagog
  - Maciej Płażyński, polski polityk, marszałek Sejmu RP (zm. 2010)
  - Amrita Singh, indyjsko-pakistańska aktorka
  - Stasys Šedbaras, litewski prawnik, sędzia, adwokat, polityk
  - Adam Żyliński, polski samorządowiec, polityk, poseł na Sejm RP, burmistrz Iławy
- 1959:
  - Bogdan Bojko, polski przedsiębiorca, polityk, poseł na Sejm RP
  - Fernando Chalana, portugalski piłkarz (zm. 2022)
  - Amadou Gon Coulibaly, iworyjski inżynier, polityk, minister rolnictwa, premier Wybrzeża Kości Słoniowej (zm. 2020)
  - Michael Marcour, niemiecki żeglarz sportowy
- 1960:
  - Robert Addie, brytyjski aktor (zm. 2003)
  - Ryszard Bonda, polski polityk, poseł na Sejm RP
  - Jacek Janiszewski, polski polityk, poseł na Sejm RP, minister rolnictwa
  - Komi Sélom Klassou, togijski polityk, premier Togo
  - Rawila Kotowicz, białoruska lekkoatletka, biegaczka średniodystansowa (zm. 1999)
  - Jerzy Rębek, polski samorządowiec, polityk, poseł na Sejm RP, burmistrz Radzynia Podlaskiego
- 1961:
  - Tapio Korjus, fiński lekkoatleta, oszczepnik
  - Alexander Payne, amerykański reżyser, scenarzysta i producent filmowy pochodzenia greckiego
  - Eva Pfaff, niemiecka tenisistka
  - Miłogost Reczek, polski aktor, lektor (zm. 2021)
- 1962:
  - Lisa Blunt Rochester, amerykańska polityk, kongreswoman
  - Cliff Burton, amerykański gitarzysta, członek zespołu Metallica (zm. 1986)
  - Ireneusz Ciurzyński, polski bokser
  - Bobby Czyz, amerykański bokser pochodzenia polskiego
  - Noh Soo-jin, południowokoreański piłkarz
  - Zbigniew Starzec, polski samorządowiec, starosta oświęcimski, wicewojewoda małopolski
- 1963:
  - Smiley Culture, brytyjski raper, wokalista reggae (zm. 2011)
  - Candan Erçetin, turecka piosenkarka
  - Józef Kotyś, polski samorządowiec, wicemarszałek województwa opolskiego
  - Alan McInally, szkocki piłkarz
  - Cathy Young, amerykańska dziennikarka pochodzenia rosyjsko-żydowskiego
- 1964:
  - Mirosław Breguła, polski wokalista, gitarzysta, członek zespołu Universe, kompozytor (zm. 2007)
  - Agata Budzyńska, polska poetka, piosenkarka, kompozytorka (zm. 1996)
  - Victor Davis, kanadyjski pływak (zm. 1989)
  - Francesca Neri, włoska aktorka
  - Chris Sande, kenijski bokser
- 1965:
  - Martin Gregory, maltański piłkarz, trener
  - Sigitas Parulskis, litewski prozaik, poeta, dramaturg, eseista, krytyk literacki
  - Ivo Staš, czeski piłkarz
  - Dana Winner, belgijska piosenkarka
- 1966:
  - Natalie Bennett, brytyjska dziennikarka, polityk pochodzenia australijskiego
  - Heiko Bonan, niemiecki piłkarz, trener
  - Renata Przemyk, polska piosenkarka
- 1967:
  - Laura Dern, amerykańska aktorka
  - Jacky Durand, francuski kolarz szosowy
  - Vince Gilligan, amerykański reżyser, scenarzysta i producent filmowy
  - Lilia Izquierdo, kubańska siatkarka
  - Teoklit (Lambrinakos), grecki biskup prawosławny
  - Robert Leszczyński, polski dziennikarz, krytyk muzyczny, gitarzysta, didżej (zm. 2015)
  - Ian Rowling, australijski kajakarz
  - Zbigniew Wawak, polski prawnik, polityk, poseł na Sejm RP
  - Marek Zagańczyk, polski prozaik, eseista, publicysta
- 1968:
  - Maurits Crucq, holenderski hokeista na trawie
  - Garrett Reisman, amerykański inżynier, astronauta
  - Rowena Sweatman, brytyjska judoczka
- 1969:
  - Damian Bryl, polski duchowny katolicki, biskup kaliski
  - Stefan Dannö, szwedzki żużlowiec
  - Jan Kees de Jager, holenderski polityk
  - Mirosław Kamiński, polski perkusista, członek zespołu Lombard
  - James Small, południowoafrykański rugbysta (zm. 2019)
- 1970:
  - Amir Reza Chadem, irański zapaśnik
  - Marco Girnth, niemiecki aktor
  - Paul Kersey, amerykański aktor
  - Noureddine Naybet, marokański piłkarz
  - Åsne Seierstad, norweska dziennikarka, pisarka
  - Robert Shearman, brytyjski prozaik, dramaturg, scenarzysta telewizyjny i radiowy
  - Andrzej Smolik, polski muzyk, kompozytor, producent muzyczny
  - Jacek Stawiski, polski dziennikarz
  - Ardy Wiranata, indonezyjski badmintonista
- 1971:
  - Ints Dālderis, łotewski muzyk, polityk
  - Michael Dietz, amerykański aktor
  - Misza Hairulin, rosyjski kontrabasista
  - Noʻmon Hasanov, uzbecki piłkarz
  - Rafał Kwasowski, polski siatkarz
  - Marty Nothstein, amerykański kolarz szosowy i torowy
  - Lorena Rojas, meksykańska aktorka (zm. 2015)
  - Stefan Sarrach, niemiecki prawnik, polityk
  - Lisa Marie Varon, amerykańska wrestlerka, kulturystka, zawodniczka fitness
- 1972:
  - Carmelo Abela, maltański polityk
  - Michael Kasprowicz, australijski krykiecista pochodzenia polskiego
  - Ainārs Ķiksis, łotewski kolarz torowy
  - Mr. Scruff, brytyjski didżej, producent muzyczny
- 1973:
  - Iskra Angełowa, bułgarska aktorka, dziennikarka
  - Gunn-Rita Dahle Flesjå, norweska kolarka górska
  - Mikołaj Korzyński, polski muzyk, kompozytor, scenarzysta filmowy
  - Pawieł Łatuszka, białoruski polityk, dyplomata
  - Sun Yanyan, chińska judoczka
- 1974:
  - Elizabeth Banks, amerykańska aktorka
  - Iwri Lider, izraelski piosenkarz, kompozytor, producent muzyczny
  - Lionel Potillon, francuski piłkarz
- 1975:
  - Jurij Dmytrulin, ukraiński piłkarz
  - Scott Elrod, amerykański aktor
  - Claire Goose, brytyjska aktorka
  - Mun Ui-je, południowokoreański zapaśnik
  - Adrian Ochalik, polski aktor
  - Kool Savas, niemiecki raper pochodzenia tureckiego
  - Thomas Shimada, japoński tenisista
  - Tina Thompson, amerykańska koszykarka
- 1976:
  - Carlos Jiménez, hiszpański koszykarz
  - Magdelín Martínez, włoska lekkoatletka, trójskoczkini pochodzenia kubańskiego
  - Vanessa da Mata, brazylijska piosenkarka, kompozytorka
  - Vedran Runje, chorwacki piłkarz, bramkarz
  - Marcin Sapa, polski kolarz szosowy
- 1977:
  - Salif Diao, senegalski piłkarz
  - Giorgi Kaczeiszwili, gruziński szachista
  - Przemysław Raminiak, polski pianista i kompozytor jazzowy
- 1978:
  - Henri Castelli, brazylijski aktor, model
  - Don Omar, portorykański wykonawca muzyki reggaeton, aktor
  - Zuzanna Falzmann, polska dziennikarka i prezenterka telewizyjna
  - Matteo Fiorini, sanmaryński polityk
  - Walerija Starodubrowska, rosyjska wioślarka
  - Małgorzata Warda, polska pisarka, malarka, rzeźbiarka
  - Adam Zajkowski, polski judoka
- 1979:
  - Artiom Biezrodny, rosyjski piłkarz (zm. 2016)
  - Igor Gabilondo, hiszpański piłkarz narodowości baskijskiej
  - Gabri, hiszpański piłkarz, trener
  - Joey Hand, amerykański kierowca wyścigowy
  - Sebastian Jaworski, polski operator filmowy
  - Mads Jørgensen, duński piłkarz
  - Jacek Kulesza, polski gitarzysta, członek zespołu Von Zeit
  - Ross Powers, amerykański snowboardzista
  - Serhij Tkaczenko, ukraiński piłkarz
  - David Vazquez, hiszpański kolarz górski
  - Kristen Viikmäe, estoński piłkarz
- 1980:
  - Marko Baacke, niemiecki kombinator norweski
  - Michał Nowak, polski basista, członek zespołu Feel
  - Patricia Soto, peruwiańska siatkarka
  - Jurga Šeduikytė, litewska piosenkarka
  - Bruno Šundov, chorwacki koszykarz
- 1981:
  - Eric Dill, amerykański piosenkarz, aktor
  - Jennifer Hopkins, amerykańska tenisistka
  - Julius Jenkins, amerykański koszykarz
  - Andy Johnson, angielski piłkarz
  - Dominika Markuszewska, polska aktorka
  - Sałamu Mieżydow, rosyjski judoka pochodzenia czeczeńskiego
  - Natasha Saint-Pier, kanadyjska piosenkarka
- 1982:
  - Adrian Carvajal, meksykański aktor, piosenkarz, model
  - Mohamed Cisse, gwinejski piłkarz
  - Claudio Dadómo, urugwajski piłkarz
  - Marcin Duszek, polski samorządowiec, polityk, poseł na Sejm RP
  - Justin Gatlin, amerykański lekkoatleta, sprinter
  - Nadir Haroub, tanzański piłkarz
  - Tarmo Neemelo, estoński piłkarz
  - Tom Schilling, niemiecki aktor
  - Cat Whitehill, amerykańska piłkarka
  - Igor Zelenay, słowacki tenisista
  - Farid Talhaoui, marokańsko-francuski piłkarz
- 1983:
  - Marcin Bąk, polski aktor, kaskader, zawodnik sportów walki
  - Ricardo Clark, amerykański piłkarz
  - Kacper Habisiak, polski reżyser dźwięku
  - Marta Natanek, polska siatkarka
  - Lucía Paraja, hiszpańska siatkarka
  - James Ryan, nowozelandzki rugbysta
  - Alina Siergiejewa, rosyjska aktorka
  - Matej Tóth, słowacki lekkoatleta, chodziarz
- 1984:
  - Holly Crawford, australijska snowboardzistka
  - Alex Gordon, amerykański baseballista
  - Elif Öner, turecka siatkarka
  - Zaza Paczulia, gruziński koszykarz
  - Jagoda Szelc, polska reżyserka i scenarzystka filmowa
- 1985:
  - Óscar Brayson, kubański judoka
  - Johannes Dietrich, niemiecki pływak
  - Selçuk İnan, turecki piłkarz
  - Paul Millsap, amerykański koszykarz
  - Lidia Valentín, hiszpańska sztangistka
- 1986:
  - Jeff Adrien, amerykański koszykarz
  - Josh Akognon, nigeryjski koszykarz
  - Radamel Falcao, kolumbijski piłkarz
  - Erik Friberg, szwedzki piłkarz
  - Nahuel Guzmán, argentyński piłkarz, bramkarz
  - Roberto Linares, kubański piłkarz
  - Viktor Troicki, serbski tenisista
  - Andrew Weibrecht, amerykański narciarz alpejski
- 1987:
  - Devon Alexander, amerykański bokser
  - Serhij Bubka, ukraiński tenisista
  - Arif Daşdəmirov, azerski piłkarz
  - Poli Genowa, bułgarska piosenkarka
  - Jakub Jarosz, polski siatkarz
  - Jakub Kindl, czeski hokeista
  - Sirażudin Magomiedow, rosyjski judoka
  - Facundo Roncaglia, argentyński piłkarz
  - Maciej Sarnacki, polski judoka
  - Mateusz Szczepaniak, polski żużlowiec
  - Yuja Wang, chińska pianistka
- 1988:
  - César Elizondo, kostarykański piłkarz
  - Jade Ramsey, brytyjska aktorka
  - Nikita Ramsey, brytyjska aktorka
- 1989:
  - Bashir Abdi, belgijski lekkoatleta, długodystansowiec pochodzenia somalijskiego
  - Mithun Chowdhury, banglijski piłkarz
  - Travis d’Arnaud, amerykański baseballista
  - Wojciech Gumiński, polski piłkarz ręczny
  - Manuel León Hoyos, meksykański szachista
  - Sabien Lilaj, albański piłkarz
  - Xiao Guodong, chiński snookerzysta
- 1990:
  - Freya Aelbrecht, belgijska siatkarka
  - Yuri Berchiche, hiszpański piłkarz
  - Aníbal Godoy, panamski piłkarz
  - Anna Jagaciak-Michalska, polska lekkoatletka, skoczkini w dal
  - Sarah Kent, australijska kolarka szosowa i torowa
  - Sajed Murjan, jordański piłkarz
  - Jan Planinc, słoweński siatkarz
  - Trevante Rhodes, amerykański lekkoatleta, sprinter, aktor
- 1991:
  - Illa Aleksijewicz, białoruski piłkarz
  - Linouse Desravine, haitańska judoczka
  - Martina Di Giuseppe, włoska tenisistka
  - Noemie Mayombo, belgijska koszykarka
  - Emma Roberts, amerykańska aktorka, piosenkarka, modelka
  - Florian Schabereiter, austriacki skoczek narciarski
- 1992:
  - Joeri de Kamps, holenderski piłkarz
  - Pauline Ferrand-Prévot, francuska kolarka górska, szosowa i przełajowa
  - Vikas Krishan, indyjski bokser
  - Anna Plichta, polska kolarka
  - Kiriłł Swiesznikow, rosyjski kolarz szosowy i torowy
  - Reinhold Yabo, niemiecki piłkarz
- 1993:
  - David Brembly, niemiecki koszykarz
  - Michael Contreras, chilijski piłkarz
  - Max Kepler, niemiecki baseballista pochodzenia polsko-amerykańskiego
  - Guillermo Madrigal, meksykański piłkarz
  - Adrian Wielgat, polski łyżwiarz szybki
- 1994:
  - Cristina Chirichella, włoska siatkarka
  - Denis Iguma, ugandyjski piłkarz
  - Makenzie Vega, amerykańska aktorka
- 1995:
  - Sterling Brown, amerykański koszykarz
  - Adam Dzanetopulos, grecki piłkarz
  - Naby Keïta, gwinejski piłkarz
  - Bobby Portis, amerykański koszykarz
  - Johannes Skagius, szwedzki pływak
  - Carolane Soucisse, kanadyjska łyżwiarka figurowa
  - Aneta Stankiewicz, polska strzelczyni sportowa
  - Jared Terrell, amerykański koszykarz
  - Ǵoko Zajkow, macedoński piłkarz
- 1996:
  - Seraj Al-Saleem, saudyjski sztangista
  - Emanuel Mammana, argentyński piłkarz
  - Mo Youxue, chiński lekkoatleta, sprinter
  - Léa Soldner, francuska siatkarka
  - Domantas Šimkus, litewski piłkarz
  - Humam Tariq, iracki piłkarz
  - Brianna Throssell, australijska pływaczka
- 1997:
  - Adam Armstrong, angielski piłkarz
  - Aurélio Buta, portugalski piłkarz
  - Luca Covili, włoski kolarz szosowy
  - Natisha Hiedeman, amerykańska koszykarka
  - Josh Jackson, amerykański koszykarz
  - Lilly King, amerykańska pływaczka
  - Bobby Lammie, szkocki curler
  - Chloë Grace Moretz, amerykańska aktorka
  - Rozalija Nasrietdinowa, rosyjska pływaczka
  - Nadia Podoroska, argentyńska tenisistka pochodzenia ukraińskiego
  - Philippe Sandler, holenderski piłkarz
  - Diamond Stone, amerykański koszykarz
- 1998:
  - Tyler Bey, amerykański koszykarz
  - Aitor Buñuel, hiszpański piłkarz
  - Jonah Mathews, amerykański koszykarz
  - Zoltán Szita, węgierski piłkarz ręczny
- 1999 – Tiffany Espensen, amerykańska aktorka pochodzenia chińskiego
- 2000:
  - María Carlé, argentyńska tenisistka
  - Luis Olivas, meksykański piłkarz
  - Yara Shahidi, amerykańska aktorka, modelka pochodzenia irańskiego
  - Ejgayehu Taye, etiopska lekkoatletka, biegaczka długodystansowa
- 2001:
  - Seydouba Cissé, gwinejski piłkarz
  - Ricardo Monreal, meksykański piłkarz
- 2002 – Hiroaki Kunitake, japoński snowboardzista
- 2003:
  - Blanco, włoski piosenkarz, raper
  - Max Christie, amerykański koszykarz
- 2005:
  - Gabriel Aguayo, paragwajski piłkarz
  - Branko Đurić, serbski tenisista
  - Oliver Ojakäär, estoński tenisista

## Zmarli
- 1126 – Wilhelm IX Trubadur, książę Akwitanii, poeta (ur. 1071)
- 1134 – Robert II Krótkoudy, książę Normandii (ur. ok. 1054)
- 1161 – Sylwester, czeski duchowny katolicki, benedyktyn, biskup-elekt praski (ur. ?)
- 1162 – Baldwin III, król Jerozolimy (ur. 1130)
- 1242 – Shijō, cesarz Japonii (ur. 1231)
- 1255 – Arnald Cataneo, włoski benedyktyn, opat, święty (ur. ok. 1185)
- 1280 – Małgorzata II, hrabina Flandrii i Hainaut (ur. 1202)
- 1307 – Temür Öldżejtü, wielki chan mongolski, cesarz Chin (ur. 1265)
- 1326 – Klara z Rimini, włoska klaryska, błogosławiona (ur. 1280)
- 1367 – Boemund II z Saarbrücken, arcybiskup Trewiru, książę-elektor Rzeszy (ur. ok. 1290)
- 1471 – Fryderyk II Żelazny, margrabia Brandenburgii (ur. 1413)
- 1567 – Henryk Stuart, lord Darnley, książę Albany (ur. 1545)
- 1598 – Anna Habsburżanka, królowa Polski i Szwecji (ur. 1573)
- 1607 – Gedeon Bałaban, ukraiński duchowny prawosławny, biskup lwowski i kamieniecki (ur. 1530)
- 1618 – Feliks Kryski, polski szlachcic, polityk, pisarz i mówca polityczny (ur. 1562)
- 1621 – Pietro Aldobrandini, włoski kardynał (ur. 1571)
- 1677 – Adelajda Ludwika Sobieska, polska królewna (ur. 1672)
- 1684 – Jan Stanisław Kurcz, polski szlachcic, polityk (ur. ?)
- 1697 – Marek Matczyński, polski szlachcic, polityk (ur. 1631)
- 1722 – Bartholomew Roberts, walijski pirat (ur. 1682)
- 1727 – Francesco Procopio Cutò, włoski kucharz, przedsiębiorca (ur. 1651)
- 1743 – Adelajda Orleańska, francuska benedyktynka, ksieni Chelles (ur. 1698)
- 1755 – Monteskiusz, francuski filozof, prawnik, pisarz (ur. 1689)
- 1768 – Gabriel Piotr Baudouin, francuski duchowny katolicki, misjonarz, opiekun porzuconych dzieci (ur. 1689)
- 1772 – Józef I Wacław, książę Liechtensteinu (ur. 1696)
- 1792:
  - George Plater, amerykański prawnik, polityk (ur. 1735)
  - Andrzej Hieronim Zamoyski, polski prawnik, pamiętnikarz, polityk, kanclerz wielki koronny, marszałek Trybunału Głównego Koronnego (ur. 1716)
- 1794:
  - Jacques Roux, francuski duchowny katolicki, filozof, rewolucjonista (ur. 1752)
  - Katarzyna du Verdier de la Sorinière, francuska męczennica, błogosławiona (ur. 1758)
- 1800 – Vincenzo Maria Altieri, włoski kardynał (ur. 1724)
- 1808:
  - Hugh Douglas Hamilton, irlandzki malarz portrecista (ur. ok. 1740)
  - Franciszek Ksawery Sapieha, polski polityk, wojewoda smoleński (ur. 1741)
- 1809 – Jörgen Zoega, duński archeolog, numizmatyk, filolog klasyczny (ur. 1855)
- 1816 – Giuseppe Maria Doria Pamphili, włoski kardynał (ur. 1751)
- 1817 – Karl Theodor von Dalberg, niemiecki duchowny katolicki, arcybiskup Ratyzbony i Moguncji, elektor Rzeszy (ur. 1744)
- 1822 – Albert, książę saski i cieszyński (ur. 1738)
- 1829 – Leon XII, papież (ur. 1760)
- 1834 – Josef Linda, czeski prozaik, poeta (ur. 1789 lub 1792)
- 1836 – Marie-Anne Paulze Lavoisier, francuska ilustratorka, tłumaczka, chemik (ur. 1758)
- 1837 – Aleksandr Puszkin, rosyjski poeta, prozaik, dramaturg (ur. 1799)
- 1839 – Pedro Romero, hiszpański matador (ur. 1754)
- 1852 – Rainiharo, malgaski wojskowy, polityk (ur. ?)
- 1854 – José Joaquín de Herrera, meksykański generał, polityk, prezydent Meksyku (ur. 1792)
- 1855:
  - Ernst Ludwig von Aster, niemiecki inżynier wojskowy (ur. 1778)
  - Ferdynand Sabaudzki, książę Genui (ur. 1822)
- 1857 – David Thomoson, kanadyjski kartograf, podróżnik (ur. 1770)
- 1861 – Gabriel della Genga Sermattei, włoski duchowny katolicki, arcybiskup Ferrary, kardynał (ur. 1801)
- 1864:
  - Antoinette Grimaldi, księżna Monako (ur. 1828)
  - William Henry Hunt, brytyjski malarz (ur. 1790)
- 1865 – Heinrich Lenz, rosyjski fizyk doświadczalny, wykładowca akademicki pochodzenia niemieckiego (ur. 1804)
- 1868 – David Brewster, szkocki fizyk, wynalazca, wykładowca akademicki (ur. 1781)
- 1871 – Étienne Constantin de Gerlache, belgijski prawnik, polityk, pierwszy premier Belgii (ur. 1785)
- 1876:
  - Józef Czech, polski drukarz, księgarz (ur. 1806)
  - Reverdy Johnson, amerykański prawnik, polityk (ur. 1796)
  - August Söderman, szwedzki kompozytor (ur. 1832)
- 1878 – Claude Bernard, francuski fizjolog, wykładowca akademicki (ur. 1813)
- 1879:
  - Honoré Daumier, francuski malarz, grafik, rysownik, rzeźbiarz (ur. 1808)
  - Paul Gervais, francuski zoolog, paleontolog, wykładowca akademicki (ur. 1816)
- 1880 – Jean Emile de Bouillon Serisier, francuski kupiec (ur. 1824)
- 1887:
  - Charles FitzGerald, brytyjski arystokrata, polityk pochodzenia irlandzkiego (ur. 1819)
  - Daniel Penther, polsko-austriacki malarz (ur. 1837)
- 1890:
  - Stefan Brzozowski, polski franciszkanin, działacz społeczny na Górnym Śląsku (ur. 1805)
  - Christian August Voigt, austriacki anatom, wykładowca akademicki (ur. 1808)
  - Adam Bruno Wikszemski, polski lekarz, anatom, pionier zapisu fonograficznego (ur. 1847)
- 1897:
  - Antonio Bazzini, włoski kompozytor, skrzypek (ur. 1818)
  - Konstanty Przezdziecki, polski ziemianin, mecenas sztuki i nauki (ur. 1847)
  - Hieronim Stebnicki, polski generał w służbie rosyjskiej, kartograf, geodeta, geofizyk (ur. 1832)
- 1899:
  - Josef Emler, czeski historyk, archiwista (ur. 1836)
  - Henry Jones, brytyjski lekarz, pisarz (ur. 1831)
  - Archibald Lampman, kanadyjski poeta (ur. 1861)
  - Bolesław Syrewicz, polski rzeźbiarz (ur. 1835)
- 1900 – Edward Mateusz Jan Römer, polski malarz (ur. 1848)
- 1902:
  - Jan Józef Dutkiewicz, polski malarz (ur. 1818)
  - Jan Kazimierz Siedlecki, polski duchowny katolicki, autor śpiewnika kościelnego (ur. 1829)
- 1903:
  - Carl Cornelius, niemiecki historyk Kościoła, wykładowca akademicki, polityk (ur. 1819)
  - Franciszek Reszka, polski duchowny katolicki, działacz narodowy, publicysta (ur. 1849)
- 1905 – Ignacy Krzyżanowski, polski pianista, kompozytor (ur. 1826)
- 1906 – Adolphe-Louis-Albert Perraud, francuski duchowny katolicki, biskup Autun, kardynał (ur. 1828)
- 1907:
  - Seweryn Perkowski, polski chirurg, urolog, wenerolog (ur. 1845)
  - Claude Whittindale, brytyjski rugbysta (ur. 1881)
- 1908 – Mustafa Kamil, egipski prawnik, dziennikarz, polityk (ur. 1874)
- 1909:
  - Pierre Chanoux, francusko-włoski duchowny katolicki, botanik, alpinista (ur. 1828)
  - Edward Bonifacy Pawłowicz, polski malarz, działacz społeczny, uczestnik powstania styczniowego (ur. 1825)
- 1912:
  - Joseph Lister, brytyjski chirurg, pionier antyseptyki (ur. 1827)
  - José Paranhos, brazylijski polityk, dyplomata (ur. 1845)
- 1913 – Konstandinos Tsiklitiras, grecki lekkoatleta, skoczek w dal i wzwyż (ur. 1888)
- 1915:
  - William F. Englebright, amerykański polityk (ur. 1855)
  - Władysław Storożyński, polski chorąży Legionów Polskich (ur. 1893)
- 1917:
  - Émile Pessard, francuski kompozytor (ur. 1843)
  - John William Waterhouse, brytyjski malarz (ur. 1849)
- 1918:
  - Abdülhamid II, sułtan Imperium Osmańskiego (ur. 1842)
  - Ernesto Teodoro Moneta, włoski publicysta, polityk, laureat Pokojowej Nagrody Nobla (ur. 1833)
  - Józef Wolff, polski księgarz, wydawca (ur. 1862)
- 1920:
  - Wilberforce Eaves, brytyjski tenisista (ur. 1867)
  - Josef Antonín Hůlka, czeski duchowny katolicki, biskup czeskobudziejowicki (ur. 1851)
  - Amedee Reyburn, amerykański pływak, piłkarz wodny (ur. 1879)
  - Aristide Rinaldini, włoski kardynał, nuncjusz apostolski (ur. 1844)
- 1921 – Adolf Stöhr, austriacki filozof, psycholog, wykładowca akademicki (ur. 1855)
- 1923:
  - Wilhelm Röntgen, niemiecki fizyk, wykładowca akademicki, laureat Nagrody Nobla (ur. 1845)
  - Heinrich Botho Scheube, niemiecki lekarz, wykładowca akademicki (ur. 1853)
- 1925:
  - Hipolit Łossowski, polski generał brygady, pilot sterowców, twórca wojsk balonowych RP (ur. 1881)
  - Aline Réveillaud de Lens, francuska pisarka, malarka (ur. 1881)
- 1926 – Aqif Pasza Biçaku, albański działacz niepodległościowy, polityk (ur. 1861)
- 1927 – Agnes Sorma, niemiecka aktorka (ur. 1862)
- 1928 – Józef Sánchez del Río, meksykański męczennik, święty (ur. 1913)
- 1929:
  - Katharina Henckel von Donnersmarck, niemiecka arystokratka (ur. 1862)
  - Jakub Hertz, polski przemysłowiec, społecznik, filantrop (ur. 1846)
  - Nagayoshi Nagai, japoński chemik, farmaceuta, wykładowca akademicki (ur. 1844)
- 1931:
  - Fabian Himmelblau, polski księgarz, wydawca pochodzenia żydowskiego (ur. 1860)
  - Tadeusz Starzewski, polski prawnik, notariusz, działacz polityczny (ur. 1860)
  - Beniamin Torbe, polski architekt pochodzenia żydowskiego (ur. 1858)
- 1932:
  - Kálmán Tellyesniczky, węgierski anatom, histolog, wykładowca akademicki (ur. 1868)
  - Edgar Wallace, brytyjski prozaik, poeta (ur. 1875)
- 1933 – Wojciech Dobija, polski generał brygady (ur. 1859)
- 1935 – Euzebia Palomino Yenes, hiszpańska salezjanka, błogosławiona (ur. 1899)
- 1936:
  - Tomasz Całuń, polski działacz socjalistyczny, samorządowiec, prezydent Radomia i Brześcia nad Bugiem (ur. 1890)
  - Zula Pogorzelska, polska śpiewaczka, aktorka, tancerka (ur. 1898)
- 1938:
  - Aleksandr Biełoborodow, radziecki polityk (ur. 1891)
  - Mychajło Bondarenko, radziecki polityk (ur. 1903)
  - Maksim Harecki,

białoruski działacz polityczny, pisarz, krytyk i historyk literatury (ur. 1893)
- - Michej Jerbanow, radziecki polityk komunistyczny (ur. 1889)
  - Aleksander Majkowski, polski lekarz, działacz społeczny, pisarz (ur. 1876)
- 1939 – Pius XI, papież (ur. 1857)
- 1940:
  - Harry Honeywell, amerykański pilot, baloniarz (ur. 1871)
  - Zygmunt Kruszelnicki, polski sędzia, adwokat, działacz narodowy i sokoli (ur. 1889)
- 1941:
  - Walter Kriwicki, radziecki agent INO NKWD pochodzenia żydowskiego (ur. 1899)
  - Ludwik Rudka, polski pułkownik dyplomowany piechoty (ur. 1890)
- 1942:
  - Lawrence Joseph Henderson, amerykański fizjolog, chemik, biolog, filozof, socjolog, wykładowca akademicki (ur. 1878)
  - Dimitrios Petrokokinos, grecki tenisista (ur. 1878)
- 1944:
  - Eugène Michel Antoniadi, grecki astronom (ur. 1870)
  - Jerzy Kleczkowski, polski porucznik, żołnierz AK (ur. 1911)
  - Kustaa Pihlajamäki, fiński zapaśnik (ur. 1902)
  - Izrael Jehoszua Singer, amerykański prozaik, dramaturg, dziennikarz pochodzenia żydowskiego (ur. 1893)
- 1945:
  - Temik Awtandylan, radziecki starszy lejtnant (ur. 1922)
  - Edward Bekier, polski fizyk, wykładowca akademicki (ur. 1883)
  - Giovanni Palatucci, włoski policjant, Sługa Boży (ur. 1909)
  - Hans Schönrath, niemiecki bokser (ur. 1902)
- 1947 – Władimir Azberg, radziecki pułkownik, kolaborant (ur. 1898)
- 1948 – Antoni Fryszkowski, polski żołnierz podziemia antykomunistycznego (ur. 1924)
- 1949:
  - Aleksander Baurowicz, polski otolaryngolog, wykładowca akademicki (ur. 1867)
  - Wilhelm Hauser, niemiecki funkcjonariusz i zbrodniarz nazistowski (ur. 1912)
  - Max Houben, belgijski piłkarz, bobsleista (ur. 1898)
  - Feliks Koneczny, polski historyk, historiozof, bibliotekarz, krytyk teatralny, publicysta, wykładowca akademicki (ur. 1862)
- 1950:
  - Herbert Nicol, brytyjski rugbysta (ur. 1873)
  - Armen Tigranian, ormiański kompozytor (ur. 1879)
- 1952 – Edward Hebern, amerykański wynalazca (ur. 1869)
- 1953 – Maria Labia, włoska śpiewaczka operowa (sopran) (ur. 1880)
- 1954 – Wilhelm Schmidt, austriacki werbista, lingwista, antropolog, etnolog (ur. 1868)
- 1956 – Aleksander Osiński, polski generał, polityk, senator RP, prezes PCK, kierownik resortu spraw wojskowych (ur. 1870)
- 1957 – Laura Ingalls Wilder, amerykańska pisarka (ur. 1867)
- 1958 – Aleksander Klumberg, estoński lekkoatleta, oszczepnik i wieloboista (ur. 1899)
- 1960:
  - William Halpenny, amerykański lekkoatleta, tyczkarz (ur. 1882)
  - Alojzy Wiktor Stepinac, chorwacki duchowny katolicki, arcybiskup Zagrzebia, kardynał, błogosławiony (ur. 1898)
- 1961 – Jakub Deml, czeski duchowny katolicki, poeta, prozaik, tłumacz (ur. 1878)
- 1962:
  - Władysław Broniewski, polski poeta, tłumacz (ur. 1897)
  - Eduard von Steiger, szwajcarski polityk, prezydent Szwajcarii (ur. 1881)
  - Max Švabinský, czeski malarz, grafik (ur. 1873)
- 1963 – Stanisław Miller, polski generał brygady (ur. 1881)
- 1964 – Jan Golus, polski malarz, scenograf (ur. 1895)
- 1965:
  - Bruno Leuschner, wschodnioniemiecki polityk (ur. 1910)
  - Hans Weber, szwajcarski piłkarz (ur. 1934)
- 1966:
  - Giuseppe Burzio, włoski duchowny katolicki, arcybiskup, nuncjusz apostolski (ur. 1901)
  - J.F.C. Fuller, brytyjski generał major, historyk wojskowości (ur. 1878)
- 1967 – Karol Bertoni, austro-węgierski i polski polityk, dyplomata (ur. 1876)
- 1968:
  - Wacław Jankowski, polski aktor (ur. 1904)
  - Stefania Ordyńska, polska malarka (ur. 1882)
- 1969 – Nikołaj Piksanow, rosyjski historyk literatury, tekstolog, wykładowca akademicki (ur. 1878)
- 1970 – George Kettman, holenderski poeta, eseista, prozaik, wydawca, publicysta (ur. 1898)
- 1971:
  - Larry Burrows, brytyjski fotoreporter (ur. 1926)
  - Henri Huet, francuski fotoreporter (ur. 1927)
  - Harald Öhquist, fiński generał (ur. 1891)
- 1972 – Iwan Czugunow, radziecki polityk (ur. 1907)
- 1974:
  - Michał Beltoja, albański duchowny katolicki, męczennik, błogosławiony (ur. 1935)
  - Franciszka Platówna-Rotter, polska śpiewaczka operowa (sopran dramatyczny) (ur. 1894)
- 1975:
  - Dave Alexander, amerykański basista, członek zespołu The Stooges (ur. 1947)
  - Grigorij Bojkaczow, radziecki polityk (ur. 1906)
  - Zofia Podkowińska, polska historyk, archeolog, wykładowczyni akademicka (ur. 1894)
- 1976 – Chung Kook-chin, południowokoreański piłkarz, trener (ur. 1917)
- 1977 – Rickard Sarby, szwedzki żeglarz sportowy (ur. 1912)
- 1978 – Mirzə Cəbiyev, radziecki kapitan (ur. 1925)
- 1979 – Edvard Kardelj, jugosłowiański polityk komunistyczny (ur. 1910)
- 1980:
  - Rezső Soó, węgierski gimnastyk, wykładowca akademicki (ur. 1903)
  - Suren Towmasjan, ormiański i radziecki polityk (ur. 1910)
- 1981:
  - Stefan Czyżewski, polski aktor (ur. 1930)
  - Paul C. Jones, amerykański polityk (ur. 1901)
- 1982:
  - Konstantin Gruszewoj, radziecki generał pułkownik, polityk (ur. 1906)
  - Janusz Szablowski, polski architekt, wykładowca akademicki (ur. 1909)
- 1983 – Bronisław Krystall, polski przedsiębiorca, filozof, kolekcjoner i macenas sztuki pochodzenia żydowskiego (ur. 1887)
- 1984 – Władysław Szombara, polski matematyk, pedagog, bankowiec (ur. 1909)
- 1985 – Franciszek Kawa, polski porucznik, lekkoatleta, średniodystansowiec, biegacz narciarski (ur. 1901)
- 1986:
  - Brian Aherne, brytyjski aktor (ur. 1902)
  - Niels Fabritius Buchwald, duński mykolog, fitopatolog, wykładowca akademicki (ur. 1898)
  - James Dillon, irlandzki polityk (ur. 1902)
  - Jerzy Mycielski, polski fizyk teoretyk, wykładowca akademicki (ur. 1930)
- 1987:
  - Robert O’Brien, amerykański kierowca wyścigowy (ur. 1908)
  - Jan Palak, polski sierżant pilot (ur. 1911)
  - William Rose, amerykański scenarzysta filmowy (ur. 1918)
- 1989:
  - Mieczysław Chudzik, polski działacz sportowy (ur. 1908)
  - Jadwiga Kobendzina, polska geograf, geomorfolog, wykładowczyni akademicka (ur. 1895)
  - Walenty Szpunar, polski astronom, geodeta, wykładowca akademicki (ur. 1904)
- 1990 – Knut Hansson, szwedzki piłkarz (ur. 1911)
- 1992:
  - Władimir Browikow, białoruski i radziecki polityk, dyplomata (ur. 1931)
  - Alex Haley, amerykański pisarz (ur. 1921)
  - Jim Pepper, amerykański muzyk jazzowy pochodzenia indiańskiego (ur. 1941)
- 1993:
  - Maurice Bourgès-Maunoury, francuski polityk, premier Francji (ur. 1914)
  - Jan Walc, polski krytyk i historyk literatury (ur. 1948)
- 1994:
  - Robert Crépeaux, francuski szachista (ur. 1900)
  - Kazimierz Romuald Dąbrowski, polski malarz (ur. 1941)
  - Rie Timmer, holenderska szachistka (ur. 1926)
  - Bronisław Tomecki, polski malarz, pedagog (ur. 1905)
  - Augusts Voss, łotewski polityk komunistyczny (ur. 1916)
- 1995:
  - Jesús Garay, hiszpański piłkarz (ur. 1913)
  - Janusz Roszko, polski pisarz, dziennikarz (ur. 1932)
- 1996 – Oleg Wołkow, rosyjski pisarz, publicysta, tłumacz (ur. 1900)
- 1997:
  - Milton Cato, polityk z Saint Vincent i Grenadyn, premier (ur. 1915)
  - Tadeusz Trojanowski, polski zapaśnik (ur. 1933)
- 1999:
  - Ann-Marie Gyllenspetz, szwedzka aktorka (ur. 1832)
  - Jean Levavasseur, francuski szablista (ur. 1924)
  - Stanisław Szymański, polski tancerz klasyczny (ur. 1930)
- 2000:
  - Ji Pingfei, chiński polityk, dyplomata (ur. 1910)
  - Jim Varney, amerykański aktor (ur. 1949)
  - Andrzej Zakrzewski, polski historyk, dziennikarz, publicysta, polityk, minister kultury i sztuki (ur. 1941)
- 2001 – Stefan Wicik, polski śpiewak operowy (tenor) (ur. 1924)
- 2002 – Józef Ozga-Michalski, polski pisarz, polityk, wiceprzewodniczący Rady Państwa PRL (ur. 1919)
- 2003:
  - Alfred Aston, francuski piłkarz, trener (ur. 1912)
  - Mieczysław Bareja, polski prawnik, samorządowiec, prezydent Warszawy (ur. 1939)
  - Antoni Czubiński, polski historyk (ur. 1928)
  - Jan Veselý, czeski kolarz szosowy, torowy i przełajowy (ur. 1923)
- 2004:
  - Carlos José Guadamuz, nikaraguański dziennikarz (ur. 1944)
  - Edmund Pacholski, polski dziennikarz sportowy (ur. 1914)
- 2005:
  - Arthur Miller, amerykański dramaturg, scenarzysta, eseista (ur. 1915)
  - Fritz Scholder, amerykański malarz, rzeźbiarz pochodzenia indiańskiego (ur. 1937)
- 2006:
  - Feliks Barański, polski matematyk (ur. 1915)
  - Phil Brown, amerykański aktor (ur. 1916)
  - Dionis Bubani, albański pisarz (ur. 1926)
  - Mariusz Okoniewski, polski żużlowiec (ur. 1956)
  - Norman Shumway, amerykański kardiochirurg, pionier transplantologii (ur. 1923)
  - James Yancey, amerykański raper, producent muzyczny (ur. 1974)
- 2007:
  - Leszek Drewniak, polski podpułkownik (ur. 1951)
  - Bruno Ruffo, włoski motocyklista wyścigowy (ur. 1920)
- 2008:
  - Ron Leavitt, amerykański scenarzysta i producent filmowy (ur. 1947)
  - Inga Nielsen, duńska śpiewaczka operowa (sopran) (ur. 1946)
  - Roy Scheider, amerykański aktor (ur. 1932)
- 2009:
  - Jan Błoński, polski eseista, historyk literatury, krytyk literacki, tłumacz (ur. 1931)
  - Jeremy Lusk, amerykański zawodnik freestyle motocrossu (ur. 1984)
- 2010:
  - Carl Braun, amerykański koszykarz (ur. 1927)
  - Orlando, brazylijski piłkarz (ur. 1935)
  - Fred Schaus, amerykański koszykarz, trener (ur. 1925)
  - Andrzej Struj, polski policjant (ur. 1968)
  - Charles Wilson, amerykański polityk (ur. 1933)
  - Eduard Winokurow, rosyjski szablista (ur. 1942)
- 2011:
  - Antoni Halor, polski reżyser, literaturoznawca, publicysta (ur. 1937)
  - Petro Olijnyk, ukraiński polityk (ur. 1957)
  - Randi Thorvaldsen, norweska łyżwiarka szybka (ur. 1925)
  - Józef Życiński, polski duchowny katolicki, arcybiskup metropolita lubelski (ur. 1948)
- 2012:
  - Gloria Lloyd, amerykańska aktorka (ur. 1924)
  - Leszek Walczak, polski lekkoatleta, sprinter (ur. 1953)
- 2013:
  - David Hartman, izraelski rabin, filozof (ur. 1931)
  - Krzysztof Michalski, polski filozof (ur. 1948)
  - Zhuang Zedong, chiński tenisista stołowy (ur. 1940)
- 2014:
  - Stuart Hall, jamajski socjolog, teoretyk kultury (ur. 1932)
  - Ian McNaught-Davis, brytyjski wspinacz (ur. 1929)
  - Bolesław Polnar, polski malarz, grafik (ur. 1952)
  - Shirley Temple, amerykańska aktorka (ur. 1928)
- 2015:
  - Karl Josef Becker, niemiecki duchowny katolicki, jezuita, kardynał (ur. 1928)
  - Władysław Górski, polski prawnik (ur. 1917)
  - Corinne Le Poulain, francuska aktorka (ur. 1948)
  - Anne Naysmith, brytyjska pianistka (ur. 1937)
- 2016:
  - Jurij Dumczew, rosyjski lekkoatleta, dyskobol, aktor (ur. 1958)
  - Jacek Głuski, polski dziennikarz, pisarz, reżyser filmów dokumentalnych (ur. 1936)
  - Anatolij Iljin, rosyjski piłkarz, trener (ur. 1931)
  - Lesław Kukawski, polski publicysta, działacz i sędzia jeździecki (ur. 1930)
  - Eliséo Prado, argentyński piłkarz (ur. 1929)
  - Mieczysław Stusiński, polski nauczyciel, poeta (ur. 1937)
- 2017:
  - Wiesław Adamski, polski rzeźbiarz (ur. 1947)
  - Maria Dmochowska, polska lekarka internistka, polityk, urzędniczka państwowa, poseł na Sejm RP (ur. 1930)
  - Piet Keizer, holenderski piłkarz (ur. 1943)
  - Jurij Pojarkow, rosyjski siatkarz (ur. 1937)
  - Józef Prończuk, polski agronom, profesor nauk rolniczych (ur. 1911)
- 2018:
  - Tamio Kawachi, japoński aktor (ur. 1938)
  - Myrosław Popowycz, ukraiński filozof (ur. 1930)
- 2019:
  - Carmen Argenziano, amerykański aktor (ur. 1943)
  - Juanjo Dominguez, argentyński gitarzysta klasyczny (ur. 1951)
  - Eugeniusz Dryniak, polski duchowny katolicki, działacz opozycji antykomunistycznej (ur. 1955)
  - Heinz Fütterer, niemiecki lekkoatleta, sprinter (ur. 1931)
  - Robert Ghanem, libański prawnik, polityk (ur. 1942)
  - Dinualdo Gutierrez, filipiński duchowny katolicki, biskup Marbel (ur. 1939)
  - Nicolas Mondejar, filipiński duchowny katolicki, biskup San Carlos (ur. 1924)
  - Fernando Peres, portugalski piłkarz (ur. 1943)
  - Maximilian Reinelt, niemiecki wioślarz (ur. 1988)
  - Daniel Silva dos Santos, brazylijski piłkarz (ur. 1982)
  - Maura Viceconte, włoska lekkoatletka, maratonka (ur. 1967)
  - Jan-Michael Vincent, amerykański aktor (ur. 1944)
- 2020:
  - Ewa Greś, polska aktorka (ur. 1975)
  - Lyle Mays, amerykański pianista jazzowy (ur. 1953)
- 2021:
  - Larry Flynt, amerykański wydawca, założyciel czasopisma pornograficznego Hustler (ur. 1942)
  - Tamaz Gamkrelidze, gruziński lingwista (ur. 1929)
  - Pachín, hiszpański piłkarz, trener (ur. 1938)
  - Andrzej Piskozub, polski historyk (ur. 1933)
- 2022:
  - Stefan Bednarek, polski teoretyk i historyk kultury (ur. 1944)
  - Manuel Esquivel, belizeński fizyk, polityk, premier Belize (ur. 1940)
  - Stanisław Maria Jankowski, polski historyk, dziennikarz, pisarz, publicysta (ur. 1945)
  - Roman Kostrzewski, polski muzyk, wokalista, autor tekstów, członek zespołów: Kat, Alkatraz i Kat & Roman Kostrzewski (ur. 1960)
  - Eduard Kukan, słowacki prawnik, polityk, minister spraw zagranicznych, eurodeputowany (ur. 1939)
  - Joseph Surasarang, tajski duchowny katolicki, biskup Chiang Mai (ur. 1935)
  - Stefan Żywotko, polski piłkarz, trener (ur. 1920)
- 2023:
  - Hugh Hudson, brytyjski reżyser, scenarzysta i producent filmowy (ur. 1936)
  - Andrzej Makarewicz, polski prawnik, dyplomata (ur. 1935)
  - Carlos Saura, hiszpański reżyser i scenarzysta filmowy (ur. 1932)
  - Andrzej Skrzypek, polski historyk (ur. 1944)
  - Siergiej Tierieszczenko, kazachski polityk, premier Kazachstanu (ur. 1951)
- 2024:
  - Günter Brus, austriacki malarz, performer, grafik, poeta (ur. 1938)
  - Edward Lowassa, tanzański polityk, premier Tanzanii (ur. 1953)
- 2025:
  - Wojciech Dziembowski, polski astronom (ur. 1940)
  - Mieczysław Michalski, polski ekonomista, siatkarz, trener (ur. 1938)
  - Fabio de Jesús Morales Grisales, kolumbijski duchowny katolicki, biskup Mocoa-Sibundoy (ur. 1934)